# Prodecatoma geraldoi
Prodecatoma geraldoi is een vliesvleugelig insect uit de familie Eurytomidae. De wetenschappelijke naam is voor het eerst geldig gepubliceerd in 2007 door Perioto & Lara.